# Wojciech Korfanty

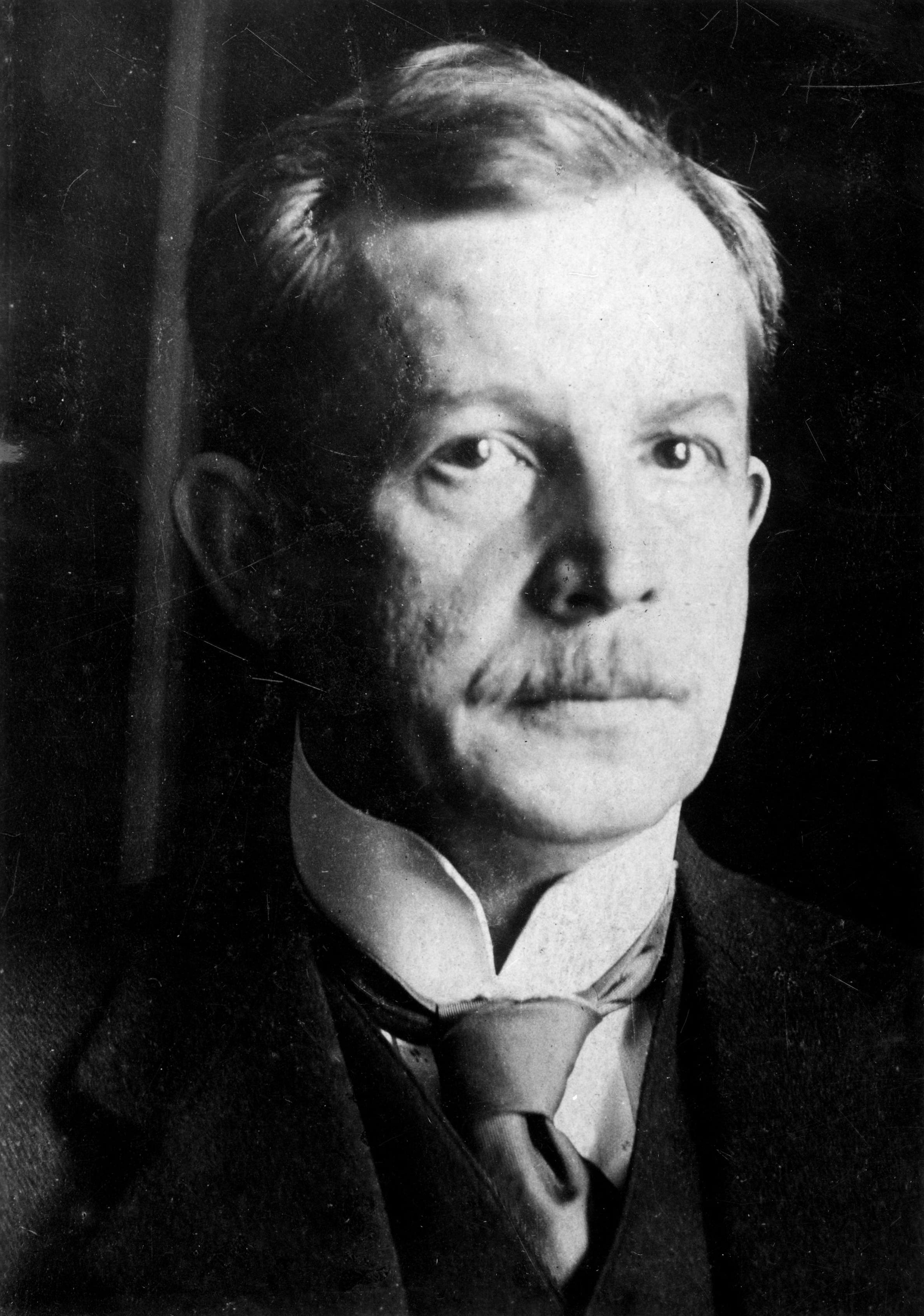
Wojciech Korfanty

Wojciech Korfanty, geboren als Adalbert Korfanty (* 20. April 1873 in der Kolonie Sadzawki bei Siemianowitz/Laurahütte (Deutsches Kaiserreich); † 17. August 1939 in Warschau (Zweite Polnische Republik)) war ein polnischer Journalist, Mitglied des Deutschen Reichstages und Abgeordneter des Sejms.
Seine historische Bewertung ist unterschiedlich; für die deutsche Seite war er ein polnischer Nationalist und Freischärler, für die Polen ein schlesischer Protagonist, für die Schlesier Vater der schlesischen Autonomie in Polen. Als Hauptinitiator des Gründungsstatuts der Woiwodschaft Schlesien trug er wesentlich zur Errichtung der Autonomen Woiwodschaft Schlesien sowie des Schlesischen Parlaments in Kattowitz bei. Bei der Abstimmung der Zeitung Gazeta Wyborcza wurde er zum bedeutendsten Schlesier des 20. Jahrhunderts vor dem ehemaligen Woiwoden Jerzy Ziętek und dem Filmregisseur Kazimierz Kutz gewählt.

## Leben

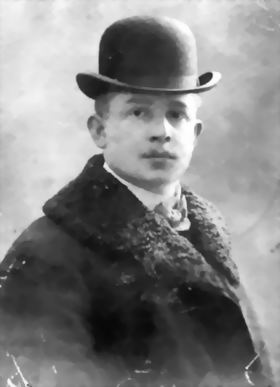
Wojciech Korfanty (1905)

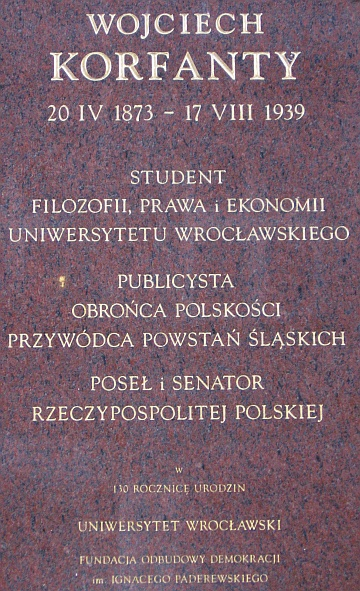
Gedenktafel (Universität Breslau)

Adalbert (Wojciech) Korfanty war Sohn einer Bergarbeiterfamilie. Ab 1879 besuchte er eine Volksschule in Siemianowitz, danach ab 1885 das Königliche Gymnasium in Kattowitz (das heutige Adam-Mickiewicz-Gymnasium), wo er Konstanty Wolny kennenlernte. Im Gymnasium gründeten sie zusammen eine geheime Vereinigung zur Verbreitung der polnischen Literatur und Kultur. Schon in der Schulzeit knüpfte er auch Beziehungen zu propolnischen Aktivisten in der Provinz Posen und nahm an propolnischen Versammlungen teil. Diese Aktivitäten führten dazu, dass er am 14. August 1895, kurz vor dem Abschluss, der Schule verwiesen wurde. Er konnte seine Abiturprüfungen dank Józef Kościelski, einem Reichstagsabgeordneten aus der preußischen Provinz Posen, dann extern ablegen, sodass er noch 1895 sein Studium an der Technischen Hochschule Charlottenburg beginnen konnte. Nach einem Jahr wechselte er an die Universität Breslau, wo er Philosophie, Wirtschaftswissenschaften und Rechtswissenschaften studierte.
Korfanty, zunächst Mitglied der katholischen Deutschen Zentrumspartei, war der erste Abgeordnete, der mit einem Mandat der Polnischen Nationaldemokratischen Partei (Polenpartei) von 1903 bis 1912 Mitglied des Deutschen Reichstages wurde. Sein Wahlkreis war Kattowitz-Zabrze. Nach einer Unterbrechung wegen eines Finanzskandals zog er 1918 über eine Nachwahl, diesmal im Wahlkreis Gleiwitz, erneut in den Reichstag ein.
In der Zeit von 1904 bis 1918 war Korfanty zugleich Mitglied des Preußischen Landtages, wo er sich für die polnische Bevölkerung einsetzte. Kurz vor dem Ende des Ersten Weltkrieges plädierte er in seiner Reichstagsrede vom 25. Oktober 1918 für den Anschluss deutscher Ostgebiete an Polen. Grundlage seiner Rede war der 13. Punkt des 14-Punkte-Programms der „offiziellen Friedensziele der Alliierten“ (formuliert von US-Präsident Woodrow Wilson), der die Wiederherstellung eines unabhängigen polnischen Staates vorsah, und was für Oberschlesien wichtig war, es waren nicht mehr die historischen Grenzen vor den Teilungen Polens gemeint, sondern alle „von einer unbestreitbar polnischen Bevölkerung bewohnten Gebiete“.
Nach Beendigung des Ersten Weltkriegs ging Korfanty in den wiedererrichteten Staat Polen und polonisierte seinen Vornamen. Korfanty wurde aufgrund seiner politischen Erfahrung und Kenntnis der oberschlesischen Situation, von der Warschauer Regierung zum polnischen Plebiszitkommissar ernannt.

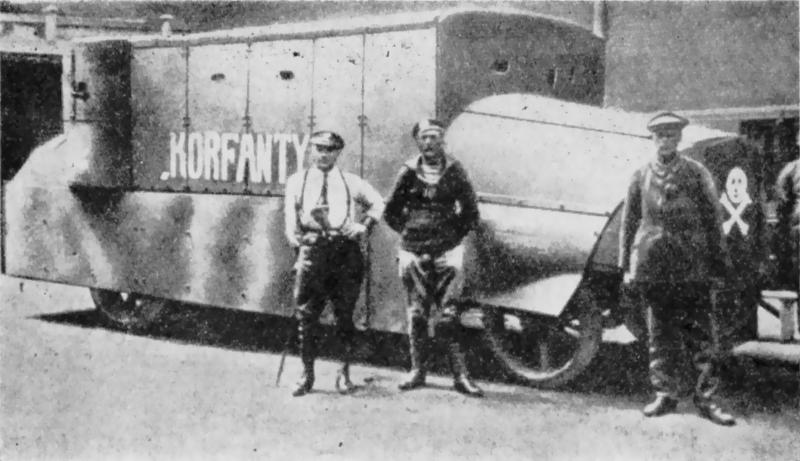
Bewaffnetes Fahrzeug mit der Beschriftung Korfanty

Wojciech Korfanty war Organisator der Aufstände in Oberschlesien, die den Anschluss Oberschlesiens an Polen zum Ziel hatten. Zu den Nachbesserungen des Versailler Vertrags, die die deutsche Regierungsdelegation vor dessen Unterzeichnung erreichen konnte, gehörte die Durchführung einer Volksabstimmung in Oberschlesien. Im Fall eines knappen Stimmenverhältnisses sah der Vertrag die Möglichkeit einer Aufteilung des Gebietes vor. Die polnischen Freikorps Polska Organizacja Wojskowa Górnego Śląska der geheimen Polnischen Militärischen Organisation (POW, polnisch Polska Organizacja Wojskowa) lösten am Morgen des 17. August 1919 in Paprotzan (poln. Paprocany, heute Stadtteil vom Tychy damals im Kreis Pleß, poln. Pszczyna), einen Aufstand aus, der durch die Korps der Schwarzen Reichswehr, u. a. der Brigade von Hermann Ehrhardt, in den Kämpfen um Oberschlesien niedergeschlagen wurde. Das Gebiet wurde nun durch die Interalliierte Regierungs- und Plebiszitskommission für Oberschlesien verwaltet und Korfanty mit der Organisation der Volksabstimmung beauftragt. Das Polnische Plebiszitkommissariat hatte seinen Sitz in Beuthen (Oberschlesien), wo sich im Hotel Schlesischer Hof auch die Zentrale des unter der Tarnbezeichnung Verband ehemaliger Kriegsgefangener firmierenden Korfantyschen Freikorps befand.
Die Sicherheitslage in Oberschlesien wurde immer instabiler und Terror und Gegenterror beherrschten das Geschehen. So verübten deutsche Nationalisten kurz vor dem Ausbruch des 2. Korfanty-Aufstandes (am 20. August 1920) einen misslungenen Mordversuch auf Józef Rymer, den polnischen Unterhändler der Pariser Oberschlesienkonferenz, Abgeordneten der polnischen Nationalversammlung und Vertreter des polnischen Plebiszitkommissars. Kurz danach (am 20. November 1920) ermordeten polnische Nationalisten den ehemaligen Weggefährten und Leiter des Bundes der Oberschlesier, Theofil Kupka.
Um die Spannungen zwischen den Volksgruppen zu beenden und die Lage in Oberschlesien zu stabilisieren, wurde für den 20. März 1921 die Volksabstimmung (Plebiszit) festgelegt. Im Vorfeld bemühten sich sowohl die deutsche wie die polnische Seite mit allen Mitteln darum, die Stimmberechtigten für sich zu gewinnen. Während die Polen an eine vermeintliche gemeinsame slawische Vergangenheit erinnerten und materielle Vorteile versprachen (bekannt wurde z. B. die so genannte „Korfanty-Kuh“), beschworen die Deutschen ein angeblich drohendes polnisches Chaos und einen Verfall der Wirtschaft. Die Aufsicht durch das alliierte Truppenkontingent und die Abstimmungspolizei ermöglichten eine verhältnismäßig sichere Stimmabgabe, zu der auch in 250 Sonderzügen etwa 180 000 in Oberschlesien geborene Deutsche herbeigereist kamen. Letztlich konnte Korfanty die Abstimmung nicht mehr verhindern, die auf das gesamte Abstimmungsgebiet bezogen eine klare Absage an Polen erbrachte. Nach der Bekanntgabe des Ergebnisses, das mit 59,6 % eine deutliche Entscheidung für den Verbleib Oberschlesiens bei Deutschland erbrachte, setzte Korfanty wiederum auf eine gewaltsame Lösung und löste in der Nacht vom 2. zum 3. Mai 1921 den dritten Aufstand aus. In den Kämpfen am St. Annaberg schlug der aus deutschen Freikorps gebildete Selbstschutz Oberschlesien (SSOS) mit Unterstützung der Alliierten am 21. Mai 1921 die Freischärler Korfantys endgültig.
Korfanty begab sich wieder in die Politik, er war vom 16. Juli bis zum 31. Juli 1922 designierter polnischer Ministerpräsident; aufgrund des massiven Drucks von Józef Piłsudski konnte er sein Amt jedoch nicht antreten. Daraufhin zog er sich vom politischen Warschau nach Kattowitz zurück. Er gründete einen Pressekonzern, dessen Zeitungen christlich-demokratisch ausgerichtet waren, und übernahm den Vorsitz des Aufsichtsrates des polnisch-französischen Kohlekonsortiums, das die Bergwerke der enteigneten deutschen Industriellen übernahm.
Von 1922 bis 1930 war er Mitglied des Sejms mit einem Mandat der Christdemokraten. Er wurde zum politischen Gegner Józef Piłsudskis. Im Herbst 1930 erfolgte seine Verhaftung im Rahmen einer auf Veranlassung Piłsudskis durchgeführten Verhaftungswelle gegen Oppositionspolitiker. Nach seiner Freilassung emigrierte Korfanty 1935 in die Tschechoslowakei, die er nach dem deutschen Einmarsch verließ, um nach Frankreich ins Exil zu gehen. Im April 1939 kehrte er nach Polen zurück, wo er wiederum verhaftet und auf Grund einer schweren Erkrankung nach einer dreimonatigen Haftzeit auf freien Fuß gesetzt wurde. Er verstarb wenig später am 17. August 1939, kurz vor Ausbruch des Zweiten Weltkrieges in Warschau und wurde am 20. August in Kattowitz unter großer Anteilnahme der Bevölkerung beigesetzt.